# Bušeča vas
Bušeča vas é uma vila localizada no município de Brežice na Eslovênia. Possuía uma população estimada de 138 habitantes em 2020.